# Bonanza
Pour les articles homonymes, voir Bonanza (homonymie).

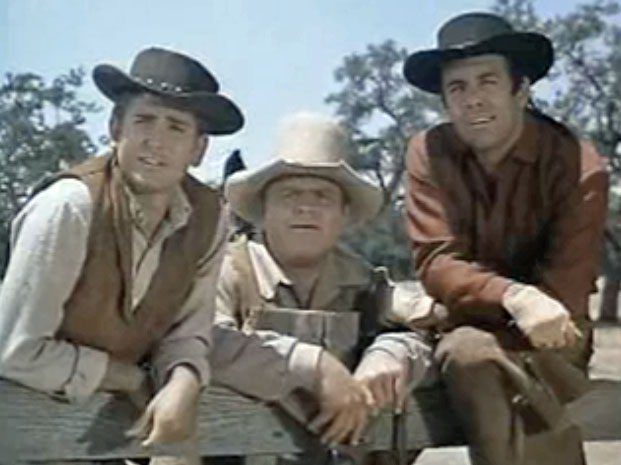
Michael Landon, Dan Blocker et Pernell Roberts

Bonanza est une série télévisée américaine constituée de 431 épisodes de 48 minutes en couleurs, créée par David Dortort et diffusée entre le 12 septembre 1959 et le 16 janvier 1973 sur le réseau NBC. C'est un western s'inspirant de l'histoire vraie du Comstock Lode, dans le Nevada, destiné à un public familial, qui a connu un succès considérable aux États-Unis, particulièrement entre 1964 et 1967. Ses 14 saisons en font la deuxième plus longue série télévisée western après Gunsmoke (20 saisons).
Bonanza se traduit par « Aubaine » en référence aux perspectives intéressantes qui attendaient ceux qui se lançaient dans l'aventure du Far West où tout était à construire.
En France, la série a été diffusée à partir du 6 janvier 1965 sur la première chaîne de l'ORTF et sur la Télé Luxembourg en Lorraine. Rediffusion à partir de 1988 dans l'émission Vive la télé sur La Cinq. Puis, du 9 janvier au 15 mars 1991 sur La Cinq ou encore sur Canal Jimmy 2 ans plus tard puis La Cinquième et Série Club puis 18 téléfilms de 1984 a été diffusée de 1987 à 1992 sur M6 de 1992 à décembre 1994 sur TF1, Canal J, RTL TV, de janvier 1995 à 2000 sur La Cinquième, Série Club et sur Equidia dans les années 2000 entre série et téléfilm. Au Québec, elle a été diffusée à partir du 10 septembre 1968 à Télé-Métropole.
Paramount Channel diffuse la série depuis le 4 janvier 2024.

## Synopsis
La série se déroule à la fin du XIXe siècle (après la guerre de Sécession) dans la petite ville-champignon de Virginia City, née dans le sillage de la ruée vers l'or en Californie sur le site minier du Comstock Lode, dans le Nevada, et dans le ranch proche de la famille Cartwright, le Ponderosa situé en périphérie.
La famille est formée d'un veuf, Ben Cartwright, et des trois fils qu'il a eus de trois mariages différents. L'action, comme celle de la plupart des séries télévisées western, est déclenchée par l'arrivée de visiteurs venus de l'extérieur, « qui viennent troubler l'harmonie organique du ranch et de la ville », et résolue par l'intervention d'au moins l'un de ses membres (épisode à référencer) ou, le plus souvent, par l'action de la famille Cartwright au grand complet. La seule source de tensions internes est la façon dont les habitants de Virginia City, définis comme de braves gens, sont susceptibles de céder au mal, contrairement aux Cartwright, moralement intègres.

## Distribution
- Lorne Greene (VF : Jean Michaud ; VQ : Michel Georges) (puis VF Henry Djanik) : Ben Cartwright
- Pernell Roberts (VF : Gabriel Cattand puis Jean-Claude Balard ; VQ : Léo Ilial) : Adam Cartwright (1959-1965)
- Dan Blocker (VF : Jean-Henri Chambois ; VQ : Régis Dubost) : Eric « Hoss » Cartwright (1959-1972)
- Puis Victor French (VF Jacques Dynam : aussi)
- Michael Landon (VF : Gilles Guillot puis Gabriel Le Doze, Michel Gatineau et Marc Cassot ; VQ : André Montmorency) : Joseph « Little Joe » Cartwright
- Victor Sen Yung (VQ : Daniel Roussel) : Hop Sing
- Ray Teal : Shérif Roy Coffee (1960-1972)
- Mitch Vogel : Jamie Hunter-Cartwright (1970-1973)
- David Canary : « Candy » Canaday (1967-1970, 1972-1973)
- Tim Matheson : Griff King (1972-1973)
- Bing Russell : adjoint du shérif Clem Foster (1962-1973)
- Lou Frizzell : Dusty Rhoades (1970-1972)
- Harry Holcombe : Doc Martin (1969-1972)
- Slim Pickens : un marshall (policier de l'état fédéral US)
- Remo Pisani : un barman (1969-1971)
- Ben Cooper : (1960-1961)

 Source et légende : version québécoise (VQ) sur Doublage.qc.ca

## Commentaires

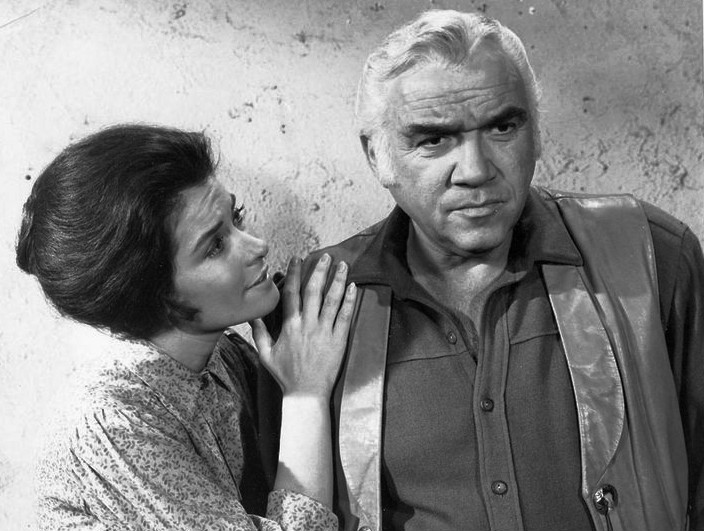
Diane Baker et Lorne Greene dans l'épisode A Woman in the House (1967).

- Cette série fut l'occasion de découvrir de nombreux jeunes acteurs comme Jodie Foster, Leonard Nimoy, Kate Jackson, Stefanie Powers, DeForest Kelley, Jan-Michael Vincent… et particulièrement Michael Landon qui, quelques années plus tard, sera le héros des deux autres séries La Petite Maison dans la prairie et Les Routes du paradis.

- Stephen King fait référence à cette série dans son livre Les Régulateurs, écrit sous le pseudonyme de Richard Bachman.

- Le générique a été composé par Jay Livingston et Ray Evans. Il démarre invariablement avec la carte du ranch Ponderosa, qui brûle en dévoilant les images de la série. Le thème instrumental est l’un des plus célèbres des séries de western. Johnny Cash en a lui-même enregistré une version[9].

- En 1965, et ensuite lors de la diffusion sur la Première chaîne puis sur La Cinq en 1986, il n'y eut qu'une soixantaine d'épisodes doublés en français. Mais au début des années 1990, pour une diffusion sur le réseau câblé et les chaînes thématiques, un grand nombre d'épisodes supplémentaires ont été doublés. À ce jour, 203 épisodes sont disponibles en version française doublée.

- Dans le film Le Zinzin d'Hollywood de Jerry Lewis les quatre acteurs principaux apparaissent en cameo[10].

## Produits dérivés

### DVD
- Bonanza - L'intégrale de la saison 1 (1er janvier 2008) (ASIN B001GIOLRS)
- Bonanza - L'intégrale de la saison 2 (12 mars 2009) (ASIN B001UE6LTO)
- À signaler: bien qu'il soit mentionné "Intégrale de la saison…", il s'agit en fait d'une sélection de quelques épisodes de différentes saisons existantes. Ainsi, on peut voir Michael Landon dans un épisode de la fin des années 1960 et le retrouver beaucoup plus jeune dans un épisode suivant car tous les épisodes sont mélangés! Le générique change, lui aussi.
- L'intégrale des 14 saisons est disponible en VO, entre autres en Allemagne.